# Minervabrunnen (Erfurt)

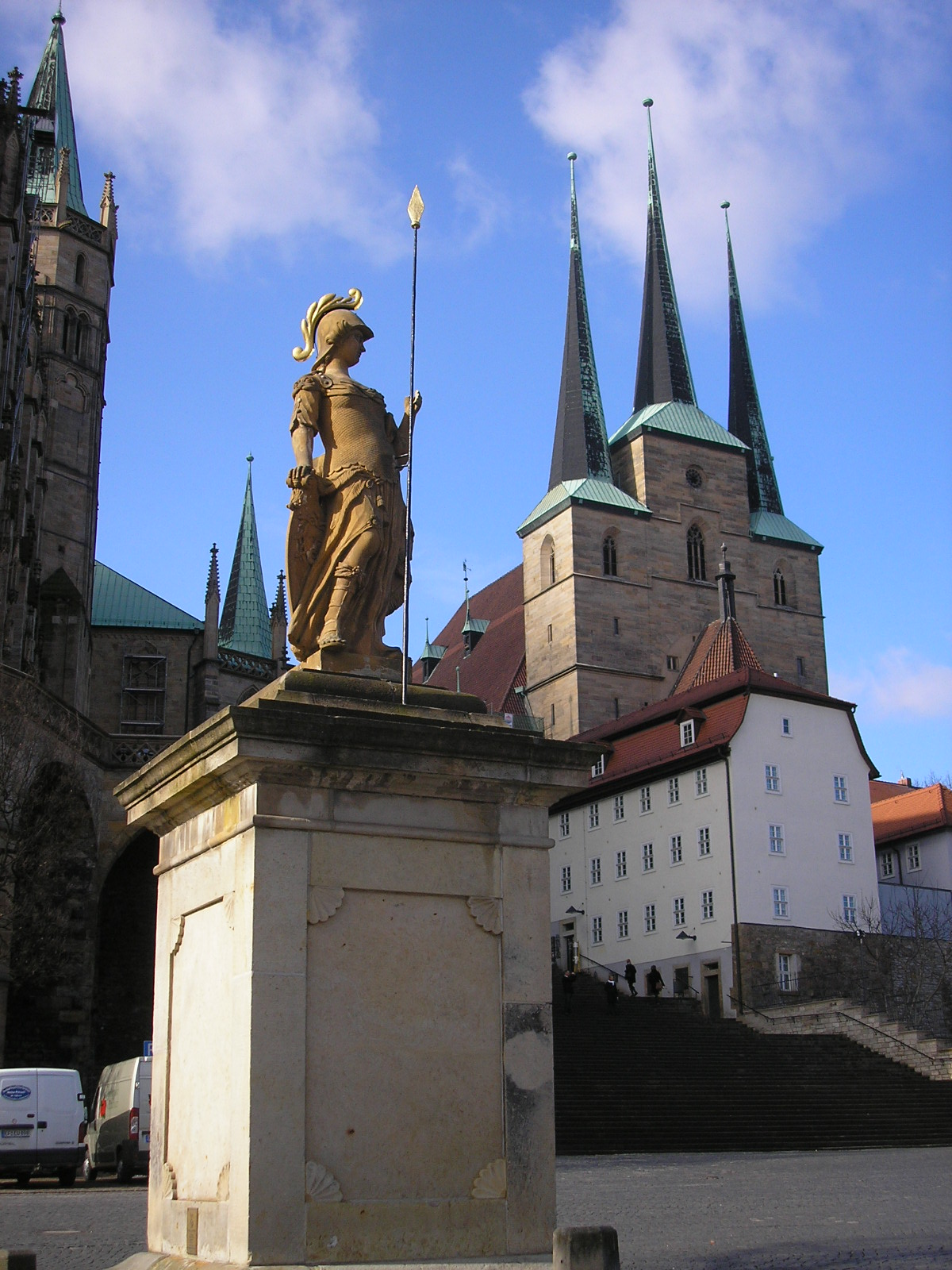
Der Minervabrunnen, dahinter Dom und Severikirche

Der Minervabrunnen ist ein Brunnen auf dem Domplatz in Erfurt.
Der Minervabrunnen ist der älteste erhaltene Brunnen in Erfurt und der letzte der einst 55 Brunnen der öffentlichen Wasserversorgung des frühneuzeitlichen Erfurts. Er wurde 1784 errichtet und zeigt auf einem Sockel eine Plastik (aus Seeberger Sandstein) der römischen Göttin Minerva mit Helm, Schild und Speer. Sie steht für Handwerk, Gewerbe, Kunst und Wissenschaft. Damit ist der Brunnen Ausdruck des selbstbewussten damaligen Erfurter Bürgertums und des kulturellen Lebens in der Stadt, das unter Karl Theodor von Dalberg (zwischen 1772 und 1802 Kurmainzer Statthalter in Erfurt) eine Blütezeit erlebte, was sich auch in der Gründung der Akademie gemeinnütziger Wissenschaften zeigte. Der ursprüngliche Standort des Brunnens war vor dem Gasthaus „Hohe Lilie“. Dort musste er 1936 der Straßenbahn weichen. Nach mehrfachen Umzügen auf dem Domplatz erhielt der restaurierte Minerva-Brunnen 1976 seinen jetzigen Standort im südwestlichen Bereich des Platzes.
Der Brunnen führt, abgesehen von den Wintermonaten, Trinkwasser.
1991/1992, nach der politischen Wende, wurde die stark sanierungsbedürftige Minerva mit Mitteln (33.000 DM) der Vereinigung Heimattreuer Erfurter aus Westdeutschland erneuert. Dafür dankt auf einer kleinen Tafel die Stadt Erfurt auf der Rückseite des Denkmalsockels der Vereinigung und ihrem damaligen Vorsitzenden, Dr. Lorenz Drehmann. Die Arbeiten führte die Erfurter Niederlassung der Denkmalpflege- und Restaurierungs-GmbH Chemnitz aus. Aus Anlass des letzten Treffens der Vereinigung Heimattreue Erfurter wurde der restaurierte Minerva-Brunnen der Erfurter Bürgerschaft am 5. September 1992 als Geschenk zur 1250-Jahr-Feier feierlich wieder übergeben. Damit ging die Bitte des Erfurter Oberbürgermeister Manfred Ruge an die Mitglieder der Vereinigung auf deren Treffen in Mainz 1990 in Erfüllung.
Die Minerva-Statue musste in den Jahren 2004 bis 2011 mehrmals wegen willkürlicher Beschädigungen repariert werden. Im August und September 2013 wird sie, auch wegen streusalzbedingter Schäden, einer eingehenden Restaurierung unterworfen.